# Зашейковское лесничество
Заше́йковское лесничество находится в Кольском и Ковдорском районах, также охватывает территории городских поселений Кандалакша, Апатиты и Полярные Зори Мурманской области.
В составе лесничества числятся 3 участковых лесничества: Зашейковское, Енское (бывшее Уполокшское) и Ковдорское.
Площадь лесничества составляет 681 462 га (седьмое по площади в округе).
Рельеф территории лесничества равнинный.

## Адрес головного здания лесничества
Мурманская область, г. Полярные Зори, нп Зашеек, Октябрьская улица, 10а.

## Участковые лесничества
| № | Название лесничества |
| - | -------------------- |
| 1 | Зашейковское         |
| 2 | Енское               |
| 3 | Ковдорское           |